# 张公山
张公山位于中国安徽省蚌埠市禹会区，海拔71.2米，属涂山余脉，是蚌埠市禹会区的一处丘陵，山顶地势平坦，建有有望淮塔，现为张公山公园的一部分。张公山东侧有张公湖，湖面南北两侧分别连接迎河与席家沟。

## 传说
张公山相传因明朝一位张姓战将而得名，这位张姓战将早年跟随明朝开国皇帝朱元璋南征北战，大明王朝建立后卸甲归田，隐居于张公山安度晚年。张公良田百顷、骡马成群，乐善好施、扶危济贫，由于深受当地百姓的爱戴，人们为了纪念他，将这里称作张公山。
另一说八仙中的张果老，在王母娘娘蟠桃会上，贪杯醉酒，口出狂言，与东海龙王敖广结下梁子，执意用小毛驴驮砂石黄土，去填烟波浩渺的东海。张果老的毛驴走到这里，口袋头未扎紧，不慎撒落了一些尘土，尘士瞬间变成一座小山丘，即今张公山。

## 历史
清朝时期，张公山顶建有一寺庙，每年的早春时节会在此地举办庙会。该庙几经易名，曾称寺山庙、中岳庙、观音庙等，当地人也有将其称之为倒座观音庙。1938年，日军占领蚌埠后，该庙被彻底毁坏。
1973年，蚌埠市政府决定将张公山及其周边地区设立为公园。1975年，张公山区域正式开始建设，公园于1983年7月1日建成开放。1986年，于山顶始建望淮塔，塔高35.55米，七层八角，建筑面积
820平方米，为蚌埠市地标性建筑。全国政协副主席、中国佛教协会主席、书法家赵朴初为“望淮塔”题字。